# Under My Skin
Under My Skin —en español: «Bajo mi piel»— es el segundo álbum de la cantautora canadiense Avril Lavigne, lanzado mundialmente el 19 de mayo de 2004 por Arista Records. En su primera semana de lanzamiento, alcanzó el primer lugar en el Billboard 200 de álbumes. También obtuvo esta posición en Australia y Reino Unido. De acuerdo a Billboard Magazine, ocupó el puesto número 149 en la lista de álbumes más vendidos de la década de 2000, con más de 18 millones de copias a la fecha. El álbum fue certificado con triple disco de platino por la RIAA. Solo en 2004 vendió 6,4 millones de copias siendo el tercer álbum más vendido del año. 
Under My Skin, a diferencia de su antecesor Let Go, presenta a una Avril más vulnerable, cruda, y negativa, en cuanto a sus líricas; musicalmente presenta una vibra más oscura con reminiscencias al post-grunge y sus canciones son más melódicas pero a la vez más roqueras. La mayoría de este álbum está coproducido por la cantante canadiense Chantal Kreviazuk, así como también, contó con la colaboración de Evan Taubenfeld, Butch Walker y Ben Moody.

## Antecedentes
Lavigne había aprendido mucho desde su primer disco, Let Go: «Yo estoy involucrada en cada aspecto para hacer este disco, ya se cómo quiero la batería, la guitarra, los tonos, y las estructuras de las canciones. Yo entiendo que todo el proceso será mucho mejor esta vez, porque ya he pasado por esto. Soy muy exigente con mi sonido». En cuanto a la temática del disco, dijo: «He pasado por muchas cosas, así que eso es lo que escribo... de los chicos, las citas o las relaciones». Pero al no tener planes de trabajar con los productores o escritores profesionales, Lavigne escribió la mayor parte del álbum con la canadiense Chantal Kreviazuk, con quien había desarrollado una amistad en el verano de 2003. Kreviazuk y su marido, Raine Maida de la banda Our Lady Peace, conocieron a Avril en una fiesta celebrada en Toronto en junio de 2003. Al día siguiente, Lavigne y Kreviazuk almorzaron juntas, ahí, Avril le comentó cómo quería que fuese el álbum.

## Escritura y grabación
Lavigne y Kreviazuk estuvieron escribiendo juntas durante tres semanas en Toronto. Luego, Chantal invitó a Avril para seguir trabajando en Malibú, California, en el estudio de grabación de Rene Maida. Muchas de las pistas del álbum se registraron en ese estudio. Maida produjo cinco canciones del disco, incluyendo los sencillos «He Wasn't» y «Fall to Pieces», este último, también lo coescribió con Lavigne. También invitó a otros dos productores: Don Gilmore, quien produjo cuatro canciones del disco y Butch Walker produjo tres canciones. Además de Kreviazuk, Avril también coescribió Nobody's Home con Ben Moody, exintegrante de Evanescence, y el resto del álbum con Evan Taubenfeld.
Under My Skin se adapta a una variedad de estilos musicales, a diferencia de su primer álbum, este contiene musicalmente influencias más pesadas y oscuras. El álbum ha sido descrito como pop rock, rock alternativo, neo punk, nu metal, y post-grunge.

## Lanzamiento y promoción

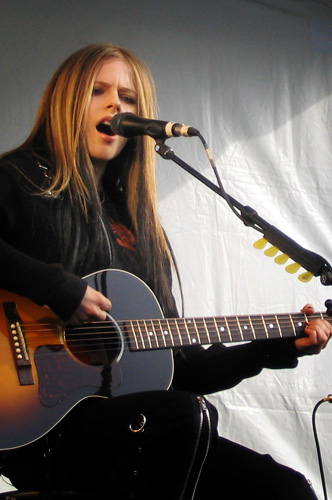
Avril Lavigne en un concierto promocional de su disco.

El álbum fue lanzado el 19 de mayo de 2004, en Canadá, Estados Unidos y el mundo. Dos semanas antes, el 12 de mayo, Under My Skin llegó a las tiendas discográficas en Japón, y el 24 de mayo en Reino Unido.  El 4 de marzo de 2004 se dio inicio una mini-gira, llamada Live by Surprise Tour, que iba por algunos malls de Estados Unidos y Canadá cantando siete de sus sencillos, cinco de Under My Skin y dos de Let Go. Estos conciertos acústicos eran anunciados solo 48 horas antes, e iba acompañada de su guitarrista Evan Taubenfeld. Finalizó el 16 de abril de 2004. Un EP llamado Avril Live Acoustic fue grabado en este tour.
Lavigne se embarcó en una gira mundial durante 2004 y 2005, llamada Bonez Tour, en donde visitó Norteamérica, Europa, Asia, África y Latinoamérica. El recorrido comenzó el 26 de septiembre de 2004 y finalizó un año después, el 25 de septiembre de 2005. En algunos conciertos, incluyó temas como «Song 2» de Blur, «American Idiot» de Green Day y «All The Small Things» de Blink-182. De esta gira se extrajeron 2 DVD, Live at Budokan, grabado y lanzado en Japón, y Live in Seoul, grabado en Corea del Sur. Ambos fueron filmados en marzo de 2005. 

### Sencillos
- «Don't Tell Me» fue el primer sencillo del álbum. La canción lanzó a Lavigne de vuelta en los charts. Fue nominada a los MTV Video Music Awards 2004, llegó al número veintidós en el Billboard Hot 100 de los Estados Unidos, número cinco en Reino Unido y número diez en Australia.

- «My Happy Ending» fue el segundo sencillo del álbum. La canción llegó al número nueve en Billboard Hot 100. Fue lanzado en la radio en junio de 2004 y llegó a las tiendas el 2 de agosto de 2004. La canción le regresó el número uno a Under My Skin en Canadá por varias semanas, y el top cinco en los Estados Unidos, Alemania, Reino Unido, Australia, y otros países europeos. El sencillo fue certificado con disco de platino en enero de 2005,[11] siendo el segundo sencillo de Lavigne que alcanza esta certificación.

- «How Does It Feel» iba a ser el sencillo principal del álbum, pero tras ser filtrado, Lavigne no lo publicó como sencillo y nunca la ha tocado en directo.

- «Nobody's Home», el tercer sencillo. Fue el sencillo menos comercial, por lo cual tuvo poca rotación y llegó solo al número cuarenta y uno del Billboard Hot 100, con quince espacios más abajo que sus tres predecesores. La canción no llegó al top diez en la mayoría de los países como lo hicieron sus singles anteriores.

- «He Wasn't» fue el cuarto sencillo del álbum. Llegó al número treinta y tres en Reino Unido. El sencillo no fue promovido en países como Estados Unidos o Australia. «Fall to Pieces» fue el quinto sencillo radial, y el cuarto sencillo en los Estados Unidos. Lanzado simultáneamente con «He Wasn't» en Europa.

### Otras canciones
Otras canciones fueron lanzadas sencillos radiales. «Take Me Away» fue lanzado en Canadá y más tarde en Australia, al mismo tiempo que «Don't Tell Me».

## Recepción crítica
Under My Skin recibió comentarios en general favorables de la crítica, ganando 65 puntos en Metacritic. Sal Cinquemani de Slant Magazine señaló que el sonido de Lavigne ahora era mucho más pesado y oscuro, mientras la comparaba con Amy Lee de Evanescence, diciendo que era un disco mucho más maduro que el de Let Go. Kelefa Sanneh de Rolling Stone dijo, «La blancura de Lavigne es lo que hace que sus mejores canciones sean tan irresistibles. Ya se trate de un corte de punk pop o una balada sensible, canta todo absolutamente claro».
En una nota más negativa, Stephen Thomas Erlewine de Allmusic escribió: «Under My Skin es un poco incómodo, sonando a veces improvisado e inseguro, a veces, surgiendo de la actitud ambiciosa de Avril». También comparó a Lavigne con la cantante y compositora canadiense Alanis Morissette.

## Rendimiento comercial
Under My Skin fue el primer álbum de Lavigne en debutar en el número uno del Billboard 200, con más de 381 mil unidades vendidas solo en Estados Unidos. Fue certificado con doble disco de platino por la RIAA en noviembre de 2004 y en enero de 2006 fue certificación con triple disco de platino. El álbum se ubicó en el puesto veintidós del ranking de fin de año de la Billboard 200 en el 2004 y en el número sesenta y ocho en el 2005.
También hizo su debut en el número uno en Japón, con más de 280 mil copias vendidas. Under My Skin también llegó al número uno en Canadá, donde vendió más de 63 mil copias, en Reino Unido, más de 87 mil copias. También llegó a las listas de Australia, España, México y Taiwán. Pasó casi cinco meses en las listas de Nueva Zelanda, llegando a obtener disco de oro, y llegando al número siete en solo horas. Under My Skin ha vendido más de 18 millones de copias en todo el mundo hasta la fecha.

## Lista de canciones
| N.º   | Título             | Escritor(es)                   | Productor(es) | Duración |  |
| 1.    | «Take Me Away»     | Avril Lavigne, Evan Taubenfeld | Don Gilmore   | 3:05     |  |
| 2.    | «Together»         | Lavigne, Chantal Kreviazuk     | Gilmore       | 3:15     |  |
| 3.    | «Don't Tell Me»    | Lavigne                        | Butch Walker  | 3:23     |  |
| 4.    | «He Wasn't»        | Lavigne, Kreviazuk             | Maida         | 2:59     |  |
| 5.    | «How Does It Feel» | Lavigne , Kreviazuk            | Maida         | 3:44     |  |
| 6.    | «My Happy Ending»  | Lavigne, Walker                | Walker        | 4:01     |  |
| 7.    | «Nobody's Home»    | Lavigne, Ben Moody             | Gilmore       | 3:33     |  |
| 8.    | «Forgotten»        | Lavigne, Kreviazuk             | Gilmore       | 3:49     |  |
| 9.    | «Who Knows»        | Lavigne, Kreviazuk             | Maida         | 3:29     |  |
| 10.   | «Fall to Pieces»   | Lavigne, Raine Maida           | Maida         | 3:29     |  |
| 11.   | «Freak Out»        | Lavigne                        | Walker        | 3:11     |  |
| 12.   | «Slipped Away»     | Lavigne, Kreviazuk             | Maida         | 3:37     |  |
| 43:20 |                    |                                |               |          |  |

## Canciones no incluidas
| N.º   | Título                                               | Escritor(es)       | Productor(es) | Duración |  |
| 14.   | «Think About It»                                     | Lavigne            | Gilmore       | 3:07     |  |
| 15.   | «I Always Get What I Want» (b-side de Nobody's Home) | Lavigne, Magness   | Walker        | 2:31     |  |
| 16.   | «Daydream» (cedida a Miranda Cosgrove)               | Lavigne, Kreviazuk | Maida         | 1:39     |  |
| 17.   | «Take It»                                            | Lavigne, Magness   | Gilmore       | 2:53     |  |
| 53:30 |                                                      |                    |               |          |  |

## Rendimiento en listas y certificaciones
| Posiciones | Posiciones | Posiciones | Posiciones | Posiciones | Posiciones | Posiciones | Posiciones | Posiciones | Posiciones | Ventas                                          | Certificaciones |
| CAN        | AUS        | AUT        | DE         | IRL        | JAP        | MEX        | NZL        | RU         | EUA        | Ventas                                          | Certificaciones |
| ---------- | ---------- | ---------- | ---------- | ---------- | ---------- | ---------- | ---------- | ---------- | ---------- | ----------------------------------------------- | --- |
| 1          | 1          | 1          | 1          | 1          | 1          | 1          | 7          | 1          | 1          | Mundiales: 14 000 : 3 487 000 : 500 000 : 1 000 | : 3× Platino : 5× Platino : 1× Platino : Diamante : 2× Platino : 1× Platino : 1× Platino : 1× Platino : 1× Oro : 1× Platino : 1× Oro : 1× Platino : 1× Platino : 1× Platino : 1× Platino : 1× Oro : 1× Oro : 1× Oro : 1× Oro : 1× Plata : 3× Platino : 3× Platino |

## Premios y nominaciones
| Año  | Premio                 | Categoría                            | Resultado |
| ---- | ---------------------- | ------------------------------------ | --------- |
| 2004 | Premios Oye!           | Álbum internacional del año          | Ganadora  |
| 2005 | Japan Gold Disc Awards | Álbum Pop-rock internacional del año | Ganadora  |
| 2005 | Juno Awards            | Álbum del año                        | Nominada  |
| 2005 | Juno Awards            | Álbum pop del año                    | Ganadora  |